# Tour de France 1907
Le Tour de France 1907, 5e édition du Tour de France, s'est déroulé du 8 juillet au 4 août 1907 sur 14 étapes pour 4 488 km. Il s'agit du troisième Tour de France consécutif à utiliser un système de points (et non au temps) pour calculer le classement général. Le vainqueur du Tour de France 1906, René Pottier, s'étant suicidé, n'est pas présent pour défendre son titre. Pour la première fois, des ascensions dans les Alpes occidentales sont introduites au parcours du Tour.
Durant les neuf premières étapes, Émile Georget domine la course, jusqu'à ce qu'il soit pénalisé pour avoir emprunté un vélo. C'est finalement Lucien Petit-Breton qui gagne l'épreuve à 28,47 km/h de moyenne. Il remporte au total deux étapes ainsi que le classement général. Cette année, le Tour de France, contrairement à son prédécesseur, n'a pas connu de sabotage, mais la tricherie présente dans les éditions précédentes s'est poursuivie.

## Changements par rapport au Tour précédent
Le Tour de France de 1907 comporte 14 étapes, soit une de plus qu'en 1906. Le départ du Tour a lieu au pont Bineau, l'arrivée finale se juge au Parc des Princes. Pour la première fois, le Tour fait étape à l'étranger, à Metz, alors en territoire allemand depuis 1871. En 1906, le Tour est déjà passé à l’étranger (Allemagne, Italie et Espagne) mais ne s’y arrêtait pas. Il passe aussi pour la première fois en Suisse en 1907 lors de l’étape Belfort-Lyon, mais contrairement à Metz et l’Allemagne, il ne s’y arrête pas. Les étapes de montagne en 1906 ayant été une réussite, selon l'organisateur Henri Desgrange, le parcours propose pour la première fois les Alpes occidentales au programme de la course.
C'est également la première fois qu'une voiture d'assistance avec des mécaniciens roule derrière les coureurs, pour aider à résoudre les problèmes mécaniques.
La course est de nouveau courue avec un système de points, le même utilisé qu'en 1906. À la fin de chaque étape, le gagnant reçoit un point, le suivant deux points, et ainsi de suite. Après la huitième étape, alors qu'il ne reste que 49 cyclistes en course, les points attribués lors des huit premières étapes sont redistribués parmi les cyclistes restants, en fonction de leurs positions dans ces étapes.

## Participants
René Pottier, le vainqueur du Tour de France en 1906, n'a pas défendu son titre, parce qu'il s'est suicidé au début de l'année 1907. Bien que les coureurs participent officiellement au Tour en tant que coureur individuel, certains ont partagé le même sponsor et ont coopéré comme s'ils roulaient en équipe. Au départ de la course, il est prévu que les coureurs sponsorisés par Alcyon et Peugeot se disputent la victoire finale. Alcyon se présente avec les favoris : Louis Trousselier, Marcel Cadolle et Léon Georget et Peugeot compte sur Émile Georget.
Comme les années précédentes, les coureurs sont séparés en deux catégories : les coureurs de vitesse et les coureurs sur machines poinçonnées. Sur les 93 cyclistes qui commencent la course, 82 sont dans la catégorie poinçonnée, ce qui signifie qu'ils doivent terminer la course sur le même vélo qu'ils sont partis, et en cas de vélo cassé, doivent le réparer sans assistance. Les coureurs de vitesse peuvent bénéficier de l'aide de la voiture d'assistance par le biais des mécaniciens et quand un vélo est irréparable, ils peuvent le remplacer par un nouveau.

## Déroulement de la course
L'usage de la « roue libre » apparaît et remplace le « pignon fixe » qui imposait de tourner constamment les jambes.
Tous les cyclistes engagés ne sont pas en lice pour la victoire, quelques-uns se sont inscrits en tant que "touristes". Le plus notable d'entre eux est Henri Pépin. Pépin a embauché deux coureurs, Jean Dargassies et Henri Gauban pour rouler avec lui. Ils considèrent la course comme une promenade pour le plaisir, ils s'arrêtent pour déjeuner quand ils décident et passent la nuit dans les meilleurs hôtels qu'ils peuvent trouver. Ceci fait de Dargassies et Gaubin les premiers équipiers de l'histoire du Tour de France. Pendant la course, ils tombent sur un autre concurrent du Tour de France, Jean-Marie Teychenne, couché dans un fossé. Ils l'aident à se relever et lui offrent à manger ; depuis lors, Teychenne accompagne également Pépin,.
Au début de la course, Louis Trousselier, François Faber et Émile Georget sont les grands prétendants à la victoire finale. Trousselier, vainqueur du Tour de France 1905 et désireux de gagner à nouveau, remporte la première étape. Dans la deuxième étape, le Tour franchit la frontière franco-allemande pour se terminer à Metz, qui faisait alors partie de l'Allemagne. Les autorités allemandes permettent aux cyclistes d'y arriver, mais n'autorise pas la présence du drapeau français ou l'entrée dans la ville des voitures des officiels de course. À la fin de l'étape, Émile Georget semble battre Trousselier avec une très faible marge. Après enquête, Desgrange, l'organisateur du Tour, décide de mettre les deux cyclistes à égalité à la première place, pour satisfaire les deux sponsors.
Dans la troisième étape, le Tour revient en France. À la frontière, les coureurs sont arrêtés par deux douaniers français et l'attente est si longue qu'il faut recommencer l'étape. Au cours de l'étape dans les Alpes, Émile Georget est meilleur que ses concurrents. Il s'adjuge l'étape et prend la tête du classement général. Georget remporte cinq des huit premières étapes, et possède une avance confortable. Lors de la septième étape, Marcel Cadolle alors deuxième du général et qui fait à son tour partie des favoris, tombe brutalement et se blesse grièvement au genou.
Le 26 juillet, au cours de la neuvième étape reliant Toulouse à Bayonne, Émile Georget casse le cadre de sa bicyclette à un poste de contrôle. Selon les règles, Georget doit réparer son vélo seul, mais sachant que cela lui prendrait plus de cinq heures, il décide de changer de vélo avec Pierre-Gonzague Privat, ce qui est strictement interdit par le règlement qui n'autorise pas d’assistance au coureur en course. Georget reçoit une amende de 500 francs,. L'équipe rivale « Alcyon » au grand complet menace de quitter le Tour si le coureur n'est pas disqualifié,. Les organisateurs ne voulant pas éliminer complètement le favori Georget, ils décident finalement de lui octroyer la dernière place du classement de l’étape. Georget reçoit l’équivalent de 44 points de pénalité avec cette rétrogradation de la quatrième place du classement de l’étape à la 48e et dernière place. Il est alors classé troisième du général. Les coureurs de l'équipe Alcyon (y compris Louis Trousselier, deuxième du classement) n'étant pas satisfaits de cette sanction, quittent le Tour dès l'annonce de la pénalité.
La première place est donc transférée à Lucien Petit-Breton, "Lucien Mazan" de son vrai nom. Bien qu'il ait déjà terminé à la cinquième et à la quatrième place des éditions précédentes, il est encore relativement peu connu et il court sur machine poinçonnée, c'est-à-dire qu'il fait partie des coureurs sans sponsors ni équipes. Petit-Breton possède alors 15 points d'avance sur Garrigou. Il termine les cinq dernières étapes dans les trois premiers et n'est jamais vraiment inquiété par ses concurrents. À la fin de la course, il augmente son avance à 19 points sur Garrigou et à 27 points d'avance sur Georget.

## Résultats

### Les étapes
Lors de la première et de la dernière étape, les coureurs peuvent courir derrière derny.
| Étape,    | Date       | Villes étapes                   |                   | Distance (km) | Vainqueur d’étape               | Leader du classement général |
| --------- | ---------- | ------------------------------- | ----------------- | ------------- | ------------------------------- | ---------------------------- |
| 1re étape | 8 juillet  | Paris - Pont Bineau – Roubaix   | Étape de plaine   | 272           | Louis Trousselier               | Louis Trousselier            |
| 2e étape  | 10 juillet | Roubaix – Metz (ALL)            | Étape de plaine   | 398           | Émile Georget Louis Trousselier | Louis Trousselier            |
| 3e étape  | 12 juillet | Metz (ALL) – Belfort            | Étape de montagne | 259           | Émile Georget                   | Émile Georget                |
| 4e étape  | 14 juillet | Belfort – Lyon                  | Étape de montagne | 309           | Marcel Cadolle                  | Émile Georget                |
| 5e étape  | 16 juillet | Lyon – Grenoble                 | Étape de montagne | 311           | Émile Georget                   | Émile Georget                |
| 6e étape  | 18 juillet | Grenoble – Nice                 | Étape de montagne | 345           | Georges Passerieu               | Émile Georget                |
| 7e étape  | 20 juillet | Nice – Nîmes                    | Étape de plaine   | 345           | Émile Georget                   | Émile Georget                |
| 8e étape  | 22 juillet | Nîmes – Toulouse                | Étape de plaine   | 303           | Émile Georget                   | Émile Georget                |
| 9e étape  | 24 juillet | Toulouse – Bayonne              | Étape de plaine   | 299           | Lucien Petit-Breton             | Émile Georget                |
| 10e étape | 26 juillet | Bayonne – Bordeaux              | Étape de plaine   | 269           | Gustave Garrigou                | Lucien Petit-Breton          |
| 11e étape | 28 juillet | Bordeaux – Nantes               | Étape de plaine   | 391           | Lucien Petit-Breton             | Lucien Petit-Breton          |
| 12e étape | 30 juillet | Nantes – Brest                  | Étape de plaine   | 321           | Gustave Garrigou                | Lucien Petit-Breton          |
| 13e étape | 1er août   | Brest – Caen                    | Étape de plaine   | 415           | Émile Georget                   | Lucien Petit-Breton          |
| 14e étape | 4 août     | Caen – Paris - Parc des Princes | Étape de plaine   | 251           | Georges Passerieu               | Lucien Petit-Breton          |

Note : en 1907, il n'y a aucune distinction entre les étapes de plaine ou de montagne ; les icônes indiquent simplement la présence ou non d'ascensions durant l'étape.

### Classement général

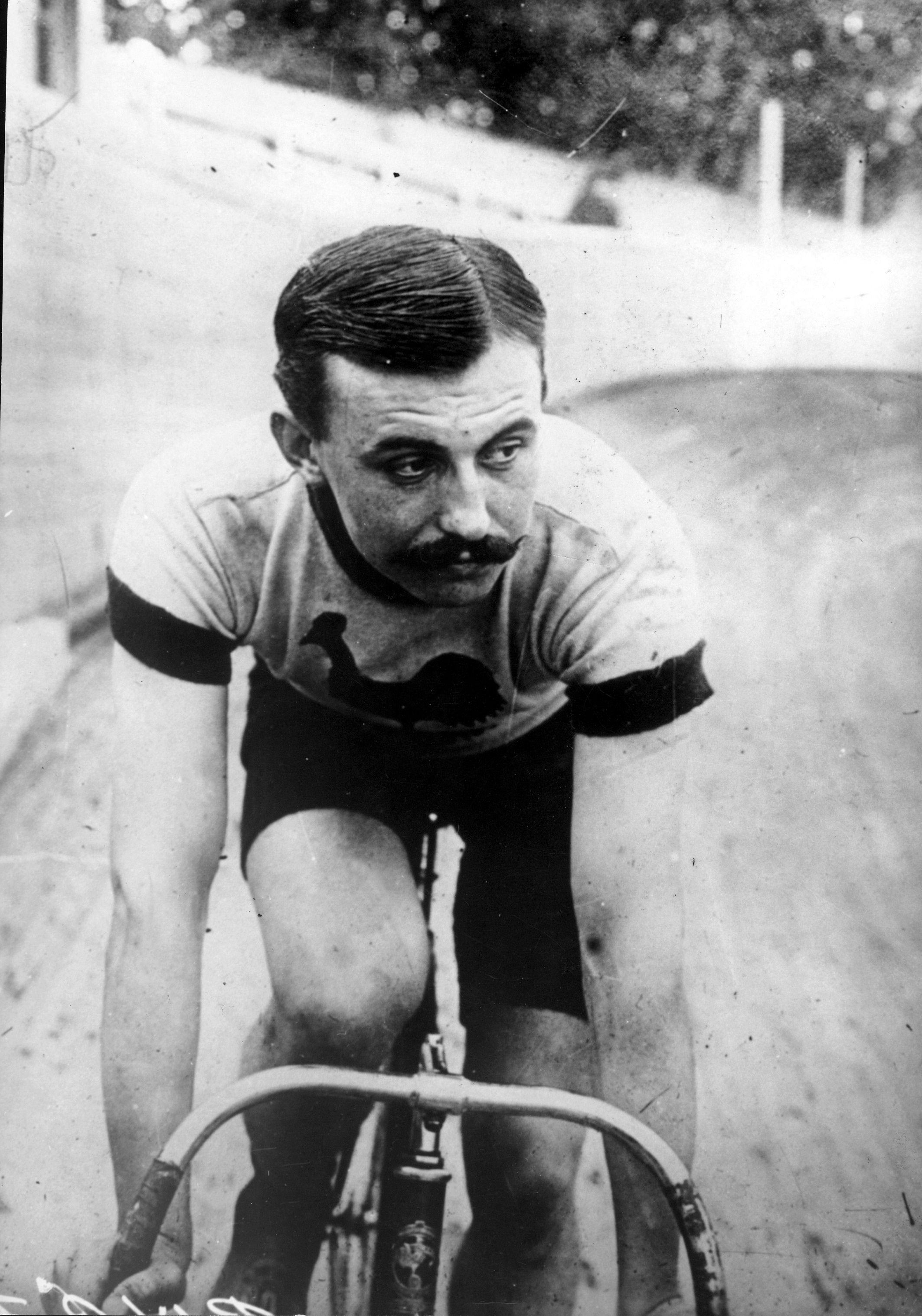
Lucien Petit-Breton, de son vrai nom Lucien Mazan, vainqueur du Tour de France 1907.

| Classement général final | Classement général final | Classement général final | Classement général final | Classement général final | Classement général final |
|                          | Coureur                  | Pays                     | Équipe                   |                          | Point(s)                 |
| ------------------------ | ------------------------ | ------------------------ | ------------------------ | ------------------------ | ------------------------ |
| 1er                      | Lucien Petit-Breton      | France                   | —                        |                          | 47                       |
| 2e                       | Gustave Garrigou         | France                   | Peugeot-Wolber           |                          | 66                       |
| 3e                       | Émile Georget            | France                   | Peugeot-Wolber           |                          | 74                       |
| 4e                       | Georges Passerieu        | France                   | Peugeot-Wolber           |                          | 85                       |
| 5e                       | François Beaugendre      | France                   | Peugeot-Wolber           |                          | 123                      |
| 6e                       | Eberardo Pavesi          | Italie                   | Otav                     |                          | 150                      |
| 7e                       | François Faber           | Luxembourg               | Labor-Dunlop             |                          | 156                      |
| 8e                       | Augustin Ringeval        | France                   | Labor-Dunlop             |                          | 184                      |
| 9e                       | Aloïs Catteau            | Belgique                 | —                        |                          | 196                      |
| 10e                      | Ferdinand Payan          | France                   | Champeyrade-Michelin     |                          | 227                      |
| 11e                      | Pierre-Gonzague Privat   | France                   | —                        |                          | 251                      |
| 12e                      | Georges Fleury           | France                   | —                        |                          | 274                      |
| 13e                      | François Lafourcade      | France                   | Montabro                 |                          | 299                      |
| 14e                      | Marius Villette          | France                   | —                        |                          | 333                      |
| 15e                      | Alzir Vivier             | France                   | —                        |                          | 340                      |
| 16e                      | Gaston Tuvache           | France                   | —                        |                          | 348                      |
| 17e                      | Eugène Delhaye           | Belgique                 | —                        |                          | 378                      |
| 18e                      | Baptiste Roux            | France                   | —                        |                          | 389                      |
| 19e                      | Philippe Pautrat         | France                   | —                        |                          | 393                      |
| 20e                      | Henri Timmermann (en)    | Belgique                 | —                        |                          | 411                      |
| 21e                      | Georges Bronchard (en)   | France                   | —                        |                          | 414                      |
| 22e                      | Marceau Narcy            | France                   | Biguet-Soly              |                          | 416                      |
| 23e                      | Honoré Genin             | France                   | Peugeot-Wolber           |                          | 434                      |
| 24e                      | Antony Wattelier (de)    | France                   | Labor-Dunlop/Montabro    |                          | 436                      |
| 25e                      | Albert Baudet            | France                   | —                        |                          | 439                      |
| 26e                      | Alfred Le Bars           | France                   | Labor-Dunlop             |                          | 479                      |
| 27e                      | Alfred Quenon            | France                   | —                        |                          | 487                      |
| 28e                      | Henri Lorillon           | France                   | Touiller                 |                          | 491                      |
| 29e                      | René Fleury              | France                   | —                        |                          | 495                      |
| 30e                      | Octave Noël              | France                   | Furor Cycles             |                          | 505                      |
| 31e                      | Albert Géraud            | France                   | JC Cycles                |                          | 515                      |
| 32e                      | Marcel Dozol             | France                   | —                        |                          | 522                      |
| 33e                      | Albert Chartier          | France                   | —                        |                          | 568                      |
| modifier                 |                          |                          |                          |                          |                          |

La somme totale des prix est de 25 000 francs, dont 4 000 à Lucien Petit-Breton pour avoir remporté le Tour. Au total, il reçoit plus de 7 000 francs.

### Autres classements
Lucien Petit-Breton remporte également le classement des « machines poinçonnées ».
L'Auto nomme Émile Georget meilleur grimpeur. Ce titre qui n'est pas officiel est le précurseur du Grand Prix de la montagne.

## Résultats des étapes

### 1reétape
8 juillet 1907 — Paris à Roubaix
| Classement de l'étape | Classement de l'étape | Classement de l'étape | Classement de l'étape | Classement de l'étape |
|                       | Coureur               | Pays                  | Équipe                | Temps                 |
| --------------------- | --------------------- | --------------------- | --------------------- | --------------------- |
| 1er                   | Louis Trousselier     | France                | Alcyon-Dunlop         | en 8 h 49 min 30 s    |
| 2e                    | Marcel Cadolle        | France                | Alcyon-Dunlop         | + 3 min 30 s          |
| 3e                    | Léon Georget          | France                | Peugeot-Wolber        | + 3 min 30 s          |
| 4e                    | Lucien Petit-Breton   | France                | —                     | + 7 min 0 s           |
| 5e                    | Georges Passerieu     | France                | Peugeot-Wolber        | + 24 min 30 s         |
| 6e                    | Émile Georget         | France                | Peugeot-Wolber        | + 24 min 30 s         |
| 7e                    | François Beaugendre   | France                | Peugeot-Wolber        | + 24 min 30 s         |
| 8e                    | Henri Cornet          | France                | —                     | + 31 min 30 s         |
| 9e                    | Constant Ménager      | France                | Labor-Dunlop          | + 31 min 30 s         |
| 10e                   | Georges Landrieu      | France                |                       | + 32 min 30 s         |
| modifier              |                       |                       |                       |                       |

| Classement général provisoire | Classement général provisoire | Classement général provisoire | Classement général provisoire | Classement général provisoire |
| ----------------------------- | ----------------------------- | ----------------------------- | ----------------------------- | ----------------------------- |
|                               | Coureur                       | Pays                          | Équipe                        | Point(s)                      |
| 1er                           | Louis Trousselier             | France                        | Alcyon-Dunlop                 | 1 point                       |
| 2e                            | Marcel Cadolle                | France                        | Alcyon-Dunlop                 | 2 pts                         |
| 3e                            | Léon Georget                  | France                        | Peugeot-Wolber                | 3 pts                         |
| 4e                            | Lucien Petit-Breton           | France                        | —                             | 4 pts                         |
| 5e                            | Georges Passerieu             | France                        | Peugeot-Wolber                | 5 pts                         |
| 6e                            | Émile Georget                 | France                        | Peugeot-Wolber                | 6 pts                         |
| 7e                            | François Beaugendre           | France                        | Peugeot-Wolber                | 7 pts                         |
| 8e                            | Henri Cornet                  | France                        | —                             | 8 pts                         |
| 9e                            | Constant Ménager              | France                        | Labor-Dunlop                  | 9 pts                         |
| 10e                           | Georges Landrieu              | France                        |                               | 10 pts                        |
| modifier                      |                               |                               |                               |                               |

### 2eétape
10 juillet 1907 — Roubaix à Metz
| Classement de l'étape | Classement de l'étape           | Classement de l'étape | Classement de l'étape        | Classement de l'étape |
|                       | Coureur                         | Pays                  | Équipe                       | Temps                 |
| --------------------- | ------------------------------- | --------------------- | ---------------------------- | --------------------- |
| 1er                   | Émile Georget Louis Trousselier | France                | Peugeot-Wolber Alcyon-Dunlop | en 13 h 39 min 15 s   |
| 3e                    | Lucien Petit-Breton             | France                | —                            | + 0 s                 |
| 4e                    | Marcel Cadolle                  | France                | Alcyon-Dunlop                | + 29 min 5 s          |
| 5e                    | Henri Cornet                    | France                | —                            | + 29 min 5 s          |
| 6e                    | Constant Ménager                | France                | Labor-Dunlop                 | + 29 min 45 s         |
| 7e                    | Georges Passerieu               | France                | Peugeot-Wolber               | + 40 min 45 s         |
| 8e                    | Gustave Garrigou                | France                | Peugeot-Wolber               | + 40 min 45 s         |
| 9e                    | François Faber                  | Luxembourg            | Labor-Dunlop                 | + 40 min 45 s         |
| 10e                   | François Beaugendre             | France                | Peugeot-Wolber               | + 54 min 55 s         |
| modifier              |                                 |                       |                              |                       |

| Classement général provisoire | Classement général provisoire     | Classement général provisoire | Classement général provisoire | Classement général provisoire |
| ----------------------------- | --------------------------------- | ----------------------------- | ----------------------------- | ----------------------------- |
|                               | Coureur                           | Pays                          | Équipe                        | Point(s)                      |
| 1er                           | Louis Trousselier                 | France                        | Alcyon-Dunlop                 | 2 points                      |
| 2e                            | Marcel Cadolle                    | France                        | Alcyon-Dunlop                 | 6 pts                         |
| 3e                            | Émile Georget Lucien Petit-Breton | France                        | Peugeot-Wolber —              | 7 pts                         |
| 5e                            | Georges Passerieu                 | France                        | Peugeot-Wolber                | 12 pts                        |
| 6e                            | Henri Cornet                      | France                        | —                             | 13 pts                        |
| 7e                            | Constant Ménager                  | France                        | Labor-Dunlop                  | 15 pts                        |
| 8e                            | François Beaugendre               | France                        | Peugeot-Wolber                | 17 pts                        |
| 9e                            | Léon Georget                      | France                        | Peugeot-Wolber                | 19 pts                        |
| 10e                           | François Faber                    | Luxembourg                    | Labor-Dunlop                  | 24 pts                        |
| modifier                      |                                   |                               |                               |                               |

### 3eétape
12 juillet 1907 — Metz à Belfort
| Classement de l'étape | Classement de l'étape | Classement de l'étape | Classement de l'étape | Classement de l'étape |
|                       | Coureur               | Pays                  | Équipe                | Temps                 |
| --------------------- | --------------------- | --------------------- | --------------------- | --------------------- |
| 1er                   | Émile Georget         | France                | Peugeot-Wolber        | en 7 h 46 min 18 s    |
| 2e                    | Henri Lignon          | France                | Alcyon-Dunlop         | + 3 min 12 s          |
| 3e                    | François Faber        | Luxembourg            | Labor-Dunlop          | + 3 min 57 s          |
| 4e                    | Gustave Garrigou      | France                | Peugeot-Wolber        | + 4 min 2 s           |
| 5e                    | Marcel Cadolle        | France                | Alcyon-Dunlop         | + 4 min 42 s          |
| 6e                    | Louis Trousselier     | France                | Alcyon-Dunlop         | + 11 min 32 s         |
| 7e                    | Léon Georget          | France                | Peugeot-Wolber        | + 14 min 17 s         |
| 8e                    | Julien Maitron        | France                | Labor-Dunlop          | + 17 min 19 s         |
| 9e                    | Lucien Petit-Breton   | France                | —                     | + 17 min 52 s         |
| 10e                   | Georges Passerieu     | France                | Peugeot-Wolber        | + 17 min 52 s         |
| modifier              |                       |                       |                       |                       |

| Classement général provisoire | Classement général provisoire   | Classement général provisoire | Classement général provisoire | Classement général provisoire |
| ----------------------------- | ------------------------------- | ----------------------------- | ----------------------------- | ----------------------------- |
|                               | Coureur                         | Pays                          | Équipe                        | Point(s)                      |
| 1er                           | Émile Georget Louis Trousselier | France                        | Peugeot-Wolber Alcyon-Dunlop  | 8 points                      |
| 3e                            | Marcel Cadolle                  | France                        | Alcyon-Dunlop                 | 11 pts                        |
| 4e                            | Lucien Petit-Breton             | France                        | —                             | 16 pts                        |
| 5e                            | Georges Passerieu               | France                        | Peugeot-Wolber                | 22 pts                        |
| 6e                            | Léon Georget                    | France                        | Peugeot-Wolber                | 26 pts                        |
| 7e                            | François Faber                  | Luxembourg                    | Labor-Dunlop                  | 27 pts                        |
| 8e                            | Henri Cornet                    | France                        | —                             | 29 pts                        |
| 9e                            | Constant Ménager                | France                        | Labor-Dunlop                  | 33 pts                        |
| 10e                           | Henri Lignon                    | France                        | Alcyon-Dunlop                 | 34 pts                        |
| modifier                      |                                 |                               |                               |                               |

### 4eétape
14 juillet 1907 — Belfort à Lyon
| Classement de l'étape | Classement de l'étape | Classement de l'étape | Classement de l'étape | Classement de l'étape |
|                       | Coureur               | Pays                  | Équipe                | Temps                 |
| --------------------- | --------------------- | --------------------- | --------------------- | --------------------- |
| 1er                   | Marcel Cadolle        | France                | Alcyon-Dunlop         | en 9 h 27 min 2 s     |
| 2e                    | Émile Georget         | France                | Peugeot-Wolber        | + 1 s                 |
| 3e                    | Luigi Ganna           | Italie                | Otav                  | + 1 s                 |
| 4e                    | François Beaugendre   | France                | Peugeot-Wolber        | + 1 s                 |
| 5e                    | Louis Trousselier     | France                | Alcyon-Dunlop         | + 3 min 32 s          |
| 6e                    | François Faber        | Luxembourg            | Labor-Dunlop          | + 17 min 16 s         |
| 7e                    | Carlo Galetti         | Italie                | Otav                  | + 21 min 43 s         |
| 8e                    | Gustave Garrigou      | France                | Peugeot-Wolber        | + 21 min 58 s         |
| 9e                    | Lucien Petit-Breton   | France                | —                     | + 21 min 58 s         |
| 10e                   | Marcel Godivier       | France                | Alcyon-Dunlop         | + 38 min 6 s          |
| modifier              |                       |                       |                       |                       |

| Classement général provisoire | Classement général provisoire | Classement général provisoire | Classement général provisoire | Classement général provisoire |
| ----------------------------- | ----------------------------- | ----------------------------- | ----------------------------- | ----------------------------- |
|                               | Coureur                       | Pays                          | Équipe                        | Point(s)                      |
| 1er                           | Émile Georget                 | France                        | Peugeot-Wolber                | 10 points                     |
| 2e                            | Marcel Cadolle                | France                        | Alcyon-Dunlop                 | 12 pts                        |
| 3e                            | Louis Trousselier             | France                        | Alcyon-Dunlop                 | 13 pts                        |
| 4e                            | Lucien Petit-Breton           | France                        | —                             | 25 pts                        |
| 5e                            | François Faber                | Luxembourg                    | Labor-Dunlop                  | 33 pts                        |
| 6e                            | Georges Passerieu             | France                        | Peugeot-Wolber                | 34 pts                        |
| 7e                            | Léon Georget                  | France                        | Peugeot-Wolber                | 39 pts                        |
| 8e                            | François Beaugendre           | France                        | Peugeot-Wolber                | 40 pts                        |
| 9e                            | Gustave Garrigou              | France                        | Peugeot-Wolber                | 43 pts                        |
| 10e                           | Henri Lignon                  | France                        | Alcyon-Dunlop                 | 45 pts                        |
| modifier                      |                               |                               |                               |                               |

### 5eétape
16 juillet 1907 — Lyon à Grenoble
| Classement de l'étape | Classement de l'étape | Classement de l'étape | Classement de l'étape | Classement de l'étape |
|                       | Coureur               | Pays                  | Équipe                | Temps                 |
| --------------------- | --------------------- | --------------------- | --------------------- | --------------------- |
| 1er                   | Émile Georget         | France                | Peugeot-Wolber        | en 11 h 17 min 0 s    |
| 2e                    | François Faber        | Luxembourg            | Labor-Dunlop          | + 7 min 0 s           |
| 3e                    | Luigi Ganna           | Italie                | Otav                  | + 14 min 5 s          |
| 4e                    | Carlo Galetti         | Italie                | Otav                  | + 15 min 0 s          |
| 5e                    | Eberardo Pavesi       | Italie                | Otav                  | + 15 min 0 s          |
| 6e                    | Marcel Cadolle        | France                | Alcyon-Dunlop         | + 18 min 37 s         |
| 7e                    | Cyrille Van Hauwaert  | Belgique              | Alcyon-Dunlop         | + 24 min 40 s         |
| 8e                    | Gustave Garrigou      | France                | Peugeot-Wolber        | + 24 min 45 s         |
| 9e                    | Louis Trousselier     | France                | Alcyon-Dunlop         | + 27 min 0 s          |
| 10e                   | Lucien Petit-Breton   | France                | —                     | + 27 min 50 s         |
| modifier              |                       |                       |                       |                       |

| Classement général provisoire | Classement général provisoire      | Classement général provisoire | Classement général provisoire | Classement général provisoire |
| ----------------------------- | ---------------------------------- | ----------------------------- | ----------------------------- | ----------------------------- |
|                               | Coureur                            | Pays                          | Équipe                        | Point(s)                      |
| 1er                           | Émile Georget                      | France                        | Peugeot-Wolber                | 11 points                     |
| 2e                            | Marcel Cadolle                     | France                        | Alcyon-Dunlop                 | 18 pts                        |
| 3e                            | Louis Trousselier                  | France                        | Alcyon-Dunlop                 | 22 pts                        |
| 4e                            | Lucien Petit-Breton François Faber | France Luxembourg             | — Labor-Dunlop                | 35 pts                        |
| 6e                            | Gustave Garrigou                   | France                        | Peugeot-Wolber                | 51 pts                        |
| 7e                            | François Beaugendre                | France                        | Peugeot-Wolber                | 52 pts                        |
| 8e                            | Léon Georget                       | France                        | Peugeot-Wolber                | 54 pts                        |
| 9e                            | Henri Lignon                       | France                        | Alcyon-Dunlop                 | 56 pts                        |
| 10e                           | Carlo Galetti                      | Italie                        | Otav                          | 64 pts                        |
| modifier                      |                                    |                               |                               |                               |

### 6eétape
18 juillet 1907 — Grenoble à Nice
François Faber reçoit de la part des "Amis sportifs de Colombes" un mandat de 20 francs pour lui permettre de prendre le Champagne en leur honneur.
| Classement de l'étape | Classement de l'étape | Classement de l'étape | Classement de l'étape | Classement de l'étape |
|                       | Coureur               | Pays                  | Équipe                | Temps                 |
| --------------------- | --------------------- | --------------------- | --------------------- | --------------------- |
| 1er                   | Georges Passerieu     | France                | Peugeot-Wolber        | en 12 h 14 min 0 s    |
| 2e                    | Émile Georget         | France                | Peugeot-Wolber        | + 0 s                 |
| 3e                    | Lucien Petit-Breton   | France                | —                     | + 10 min 0 s          |
| 4e                    | Louis Trousselier     | France                | Alcyon-Dunlop         | + 20 min 0 s          |
| 5e                    | Marcel Cadolle        | France                | Alcyon-Dunlop         | + 27 min 0 s          |
| 6e                    | Léon Georget          | France                | Peugeot-Wolber        | + 27 min 0 s          |
| 7e                    | Ernest Ricaux         | France                |                       | + 1 h 6 min 0 s       |
| 8e                    | Cyrille Van Hauwaert  | Belgique              | Alcyon-Dunlop         | + 1 h 6 min 0 s       |
| 9e                    | Marcel Godivier       | France                | Alcyon-Dunlop         | + 1 h 47 min 30 s     |
| 10e                   | Georges Landrieu      | France                |                       | + 1 h 47 min 30 s     |
| modifier              |                       |                       |                       |                       |

| Classement général provisoire | Classement général provisoire | Classement général provisoire | Classement général provisoire | Classement général provisoire |
| ----------------------------- | ----------------------------- | ----------------------------- | ----------------------------- | ----------------------------- |
|                               | Coureur                       | Pays                          | Équipe                        | Point(s)                      |
| 1er                           | Émile Georget                 | France                        | Peugeot-Wolber                | 13 points                     |
| 2e                            | Marcel Cadolle                | France                        | Alcyon-Dunlop                 | 23 pts                        |
| 3e                            | Louis Trousselier             | France                        | Alcyon-Dunlop                 | 26 pts                        |
| 4e                            | Lucien Petit-Breton           | France                        | —                             | 38 pts                        |
| 5e                            | François Faber                | Luxembourg                    | Labor-Dunlop                  | 56 pts                        |
| 6e                            | Léon Georget                  | France                        | Peugeot-Wolber                | 60 pts                        |
| 7e                            | Gustave Garrigou              | France                        | Peugeot-Wolber                | 63 pts                        |
| 8e                            | François Beaugendre           | France                        | Peugeot-Wolber                | 74 pts                        |
| 9e                            | Georges Passerieu             | France                        | Peugeot-Wolber                | 77 pts                        |
| 10e                           | Henri Lignon                  | France                        | Alcyon-Dunlop                 | 87 pts                        |
| modifier                      |                               |                               |                               |                               |

### 7eétape
20 juillet 1907 — Nice à Nîmes
| Classement de l'étape | Classement de l'étape | Classement de l'étape | Classement de l'étape | Classement de l'étape |
|                       | Coureur               | Pays                  | Équipe                | Temps                 |
| --------------------- | --------------------- | --------------------- | --------------------- | --------------------- |
| 1er                   | Émile Georget         | France                | Peugeot-Wolber        | en 12 h 36 min 0 s    |
| 2e                    | Lucien Petit-Breton   | France                | —                     | + 0 s                 |
| 3e                    | Louis Trousselier     | France                | Alcyon-Dunlop         | + 38 min 0 s          |
| 4e                    | Gustave Garrigou      | France                | Peugeot-Wolber        | + 38 min 0 s          |
| 5e                    | Georges Passerieu     | France                | Peugeot-Wolber        | + 38 min 40 s         |
| 6e                    | Henri Lignon          | France                | Alcyon-Dunlop         | + 38 min 50 s         |
| 7e                    | Augustin Ringeval     | France                | Labor-Dunlop          | + 38 min 52 s         |
| 8e                    | Léon Georget          | France                | Peugeot-Wolber        | + 59 min 0 s          |
| 9e                    | Cyrille Van Hauwaert  | Belgique              | Alcyon-Dunlop         | + 59 min 0 s          |
| 10e                   | Marcel Lecuyer        | France                |                       | + 59 min 0 s          |
| modifier              |                       |                       |                       |                       |

| Classement général provisoire | Classement général provisoire | Classement général provisoire | Classement général provisoire | Classement général provisoire |
| ----------------------------- | ----------------------------- | ----------------------------- | ----------------------------- | ----------------------------- |
|                               | Coureur                       | Pays                          | Équipe                        | Point(s)                      |
| 1er                           | Émile Georget                 | France                        | Peugeot-Wolber                | 14 points                     |
| 2e                            | Louis Trousselier             | France                        | Alcyon-Dunlop                 | 29 pts                        |
| 3e                            | Lucien Petit-Breton           | France                        | —                             | 40 pts                        |
| 4e                            | Gustave Garrigou              | France                        | Peugeot-Wolber                | 67 pts                        |
| 5e                            | Léon Georget                  | France                        | Peugeot-Wolber                | 68 pts                        |
| 6e                            | François Faber                | Luxembourg                    | Labor-Dunlop                  | 72 pts                        |
| 7e                            | Georges Passerieu             | France                        | Peugeot-Wolber                | 82 pts                        |
| 8e                            | François Beaugendre           | France                        | Peugeot-Wolber                | 92 pts                        |
| 9e                            | Henri Lignon                  | France                        | Alcyon-Dunlop                 | 93 pts                        |
| 10e                           | Cyrille Van Hauwaert          | Belgique                      | Alcyon-Dunlop                 | 110 pts                       |
| modifier                      |                               |                               |                               |                               |

### 8eétape
22 juillet 1907 — Nîmes à Toulouse
Le classement général est recalculé en prenant uniquement en compte les classements respectifs dans chaque étape des 49 coureurs encore en course lors de la 8e étape.
| Classement de l'étape | Classement de l'étape | Classement de l'étape | Classement de l'étape | Classement de l'étape |
|                       | Coureur               | Pays                  | Équipe                | Temps                 |
| --------------------- | --------------------- | --------------------- | --------------------- | --------------------- |
| 1er                   | Émile Georget         | France                | Peugeot-Wolber        | en 11 h 2 min 0 s     |
| 2e                    | Gustave Garrigou      | France                | Peugeot-Wolber        | + 0 s                 |
| 3e                    | Georges Passerieu     | France                | Peugeot-Wolber        | + 0 s                 |
| 4e                    | Lucien Petit-Breton   | France                | —                     | + 13 min 40 s         |
| 5e                    | François Beaugendre   | France                | Peugeot-Wolber        | + 19 min 0 s          |
| 6e                    | Louis Trousselier     | France                | Alcyon-Dunlop         | + 19 min 25 s         |
| 7e                    | Léon Georget          | France                | Peugeot-Wolber        | + 32 min 0 s          |
| 8e                    | François Faber        | Luxembourg            | Labor-Dunlop          | + 36 min 0 s          |
| 9e                    | Cyrille Van Hauwaert  | Belgique              | Alcyon-Dunlop         | + 36 min 0 s          |
| 10e                   | Eberardo Pavesi       | Italie                | Otav                  | + 36 min 0 s          |
| modifier              |                       |                       |                       |                       |

| Classement général provisoire | Classement général provisoire | Classement général provisoire | Classement général provisoire | Classement général provisoire |
| ----------------------------- | ----------------------------- | ----------------------------- | ----------------------------- | ----------------------------- |
|                               | Coureur                       | Pays                          | Équipe                        | Point(s)                      |
| 1er                           | Émile Georget                 | France                        | Peugeot-Wolber                | 13 points                     |
| 2e                            | Louis Trousselier             | France                        | Alcyon-Dunlop                 | 29 pts                        |
| 3e                            | Lucien Petit-Breton           | France                        | —                             | 36 pts                        |
| 4e                            | Gustave Garrigou              | France                        | Peugeot-Wolber                | 50 pts                        |
| 5e                            | Léon Georget                  | France                        | Peugeot-Wolber                | 60 pts                        |
| 6e                            | François Faber                | Luxembourg                    | Labor-Dunlop                  | 67 pts                        |
| 7e                            | Georges Passerieu             | France                        | Peugeot-Wolber                | 68 pts                        |
| 8e                            | François Beaugendre           | France                        | Peugeot-Wolber                | 77 pts                        |
| 9e                            | Henri Lignon                  | France                        | Alcyon-Dunlop                 | 86 pts                        |
| 10e                           | Cyrille Van Hauwaert          | Belgique                      | Alcyon-Dunlop                 | 91 pts                        |
| modifier                      |                               |                               |                               |                               |

### 9eétape
24 juillet 1907 — Toulouse à Bayonne
Le 26 juillet 1907, à la suite d'une lettre de réclamation de l'Union Vélocipédique de France, les vainqueurs de la seconde étape se partagent l'ensemble des points normalement alloués aux deux premières places et héritent de 1,5 point chacun, ceci afin de ne pas léser les concurrents suivants. 
Émile Georget, initialement 4e à 23 min 0 s, écope d'une pénalité et est déclassé le lendemain en raison d'un changement de bicyclette interdit.
| Classement de l'étape | Classement de l'étape      | Classement de l'étape | Classement de l'étape        | Classement de l'étape |
|                       | Coureur                    | Pays                  | Équipe                       | Temps                 |
| --------------------- | -------------------------- | --------------------- | ---------------------------- | --------------------- |
| 1er                   | Lucien Petit-Breton        | France                | —                            | en 10 h 18 min 0 s    |
| 2e                    | Georges Passerieu          | France                | Peugeot-Wolber               | + 23 min 0 s          |
| 3e                    | Gustave Garrigou           | France                | Peugeot-Wolber               | + 23 min 0 s          |
| 4e                    | Émile Georget Henri Lignon | France                | Peugeot-Wolber Alcyon-Dunlop | + 29 min 0 s          |
| 5e                    | François Beaugendre        | France                | Peugeot-Wolber               | + 31 min 0 s          |
| 6e                    | Aloïs Catteau              | Belgique              | —                            | + 31 min 5 s          |
| 7e                    | Fernand Verchère           | France                |                              | + 38 min 0 s          |
| 8e                    | Christophe Laurent         | France                |                              | + 52 min 0 s          |
| 9e                    | Eberardo Pavesi            | Italie                | Otav                         | + 55 min 0 s          |
| 10e                   | Louis Trousselier          | France                | Alcyon-Dunlop                | + 59 min 0 s          |
| modifier              |                            |                       |                              |                       |

| Classement général provisoire | Classement général provisoire | Classement général provisoire | Classement général provisoire | Classement général provisoire |
| ----------------------------- | ----------------------------- | ----------------------------- | ----------------------------- | ----------------------------- |
|                               | Coureur                       | Pays                          | Équipe                        | Point(s)                      |
| 1er                           | Émile Georget                 | France                        | Peugeot-Wolber                | 17.5 points                   |
| 2e                            | Lucien Petit-Breton           | France                        | —                             | 37 pts                        |
| 3e                            | Louis Trousselier             | France                        | Alcyon-Dunlop                 | 40.5 pts                      |
| 4e                            | Gustave Garrigou              | France                        | Peugeot-Wolber                | 53 pts                        |
| 5e                            | Georges Passerieu             | France                        | Peugeot-Wolber                | 70 pts                        |
| 6e                            | Léon Georget                  | France                        | Peugeot-Wolber                | 72 pts                        |
| 7e                            | François Faber                | Luxembourg                    | Labor-Dunlop                  | 82 pts                        |
| 8e                            | François Beaugendre           | France                        | Peugeot-Wolber                | 83 pts                        |
| 9e                            | Henri Lignon                  | France                        | Alcyon-Dunlop                 | 91 pts                        |
| 10e                           | Cyrille Van Hauwaert          | Belgique                      | Alcyon-Dunlop                 | 107 pts                       |
| modifier                      |                               |                               |                               |                               |

### 10eétape
26 juillet 1907 — Bayonne à Bordeaux
Le 28 juillet 1907, le classement officiel prend en compte la pénalité infligée à Émile Georget et le retrait de l'équipe Alcyon.
| Classement de l'étape | Classement de l'étape | Classement de l'étape | Classement de l'étape | Classement de l'étape |
|                       | Coureur               | Pays                  | Équipe                | Temps                 |
| --------------------- | --------------------- | --------------------- | --------------------- | --------------------- |
| 1er                   | Gustave Garrigou      | France                | Peugeot-Wolber        | en 8 h 7 min 50 s     |
| 2e                    | Lucien Petit-Breton   | France                | —                     | + 0 s                 |
| 3e                    | Émile Georget         | France                | Peugeot-Wolber        | + 0 s                 |
| 4e                    | Georges Passerieu     | France                | Peugeot-Wolber        | + 8 min 12 s          |
| 5e                    | Ernest Ricaux         | France                |                       | + 8 min 14 s          |
| 6e                    | Eberardo Pavesi       | Italie                | Otav                  | + 32 min 10 s         |
| 7e                    | François Faber        | Luxembourg            | Labor-Dunlop          | + 45 min 10 s         |
| 8e                    | François Beaugendre   | France                | Peugeot-Wolber        | + 45 min 10 s         |
| 9e                    | Ferdinand Payan       | France                | Champeyrade-Michelin  | + 45 min 10 s         |
| 10e                   | Augustin Ringeval     | France                | Labor-Dunlop          | + 45 min 10 s         |
| modifier              |                       |                       |                       |                       |

| Classement général provisoire | Classement général provisoire | Classement général provisoire | Classement général provisoire | Classement général provisoire |
| ----------------------------- | ----------------------------- | ----------------------------- | ----------------------------- | ----------------------------- |
|                               | Coureur                       | Pays                          | Équipe                        | Point(s)                      |
| 1er                           | Lucien Petit-Breton           | France                        | —                             | 39 points                     |
| 2e                            | Gustave Garrigou              | France                        | Peugeot-Wolber                | 54 pts                        |
| 3e                            | Émile Georget                 | France                        | Peugeot-Wolber                | 64.5 pts                      |
| 4e                            | Georges Passerieu             | France                        | Peugeot-Wolber                | 74 pts                        |
| 5e                            | François Faber                | Luxembourg                    | Labor-Dunlop                  | 88 pts                        |
| 6e                            | François Beaugendre           | France                        | Peugeot-Wolber                | 90 pts                        |
| 7e                            | Eberardo Pavesi               | Italie                        | Otav                          | 120 pts                       |
| 8e                            | Ernest Ricaux                 | France                        |                               | 143 pts                       |
| 9e                            | Aloïs Catteau                 | Belgique                      | —                             | 153 pts                       |
| 10e                           | Augustin Ringeval             | France                        | Labor-Dunlop                  | 154 pts                       |
| modifier                      |                               |                               |                               |                               |

### 11eétape
28 juillet 1907 — Bordeaux à Nantes
| Classement de l'étape | Classement de l'étape  | Classement de l'étape | Classement de l'étape | Classement de l'étape |
|                       | Coureur                | Pays                  | Équipe                | Temps                 |
| --------------------- | ---------------------- | --------------------- | --------------------- | --------------------- |
| 1er                   | Lucien Petit-Breton    | France                | —                     | en 13 h 33 min 22 s   |
| 2e                    | Georges Passerieu      | France                | Peugeot-Wolber        | + 1 s                 |
| 3e                    | Gustave Garrigou       | France                | Peugeot-Wolber        | + 50 min 11 s         |
| 4e                    | Émile Georget          | France                | Peugeot-Wolber        | + 50 min 11 s         |
| 5e                    | Augustin Ringeval      | France                | Labor-Dunlop          | + 50 min 11 s         |
| 6e                    | Ferdinand Payan        | France                | Champeyrade-Michelin  | + 50 min 12 s         |
| 7e                    | Pierre-Gonzague Privat | France                | —                     | + 1 h 17 min 24 s     |
| 8e                    | Aloïs Catteau          | Belgique              | —                     | + 1 h 23 min 9 s      |
| 9e                    | François Faber         | Luxembourg            | Labor-Dunlop          | + 1 h 44 min 8 s      |
| 10e                   | Eberardo Pavesi        | Italie                | Otav                  | + 2 h 24 min 11 s     |
| modifier              |                        |                       |                       |                       |

| Classement général provisoire | Classement général provisoire | Classement général provisoire | Classement général provisoire | Classement général provisoire |
| ----------------------------- | ----------------------------- | ----------------------------- | ----------------------------- | ----------------------------- |
|                               | Coureur                       | Pays                          | Équipe                        | Point(s)                      |
| 1er                           | Lucien Petit-Breton           | France                        | —                             | 40 points                     |
| 2e                            | Gustave Garrigou              | France                        | Peugeot-Wolber                | 57 pts                        |
| 3e                            | Émile Georget                 | France                        | Peugeot-Wolber                | 68.5 pts                      |
| 4e                            | Georges Passerieu             | France                        | Peugeot-Wolber                | 76 pts                        |
| 5e                            | François Faber                | Luxembourg                    | Labor-Dunlop                  | 97 pts                        |
| 6e                            | François Beaugendre           | France                        | Peugeot-Wolber                | 105 pts                       |
| 7e                            | Eberardo Pavesi               | Italie                        | Otav                          | 130 pts                       |
| 8e                            | Augustin Ringeval             | France                        | Labor-Dunlop                  | 159 pts                       |
| 9e                            | Aloïs Catteau                 | Belgique                      | —                             | 161 pts                       |
| 10e                           | Ferdinand Payan               | France                        | Champeyrade-Michelin          | 199 pts                       |
| modifier                      |                               |                               |                               |                               |

### 12eétape
30 juillet 1907 — Nantes à Brest
| Classement de l'étape | Classement de l'étape  | Classement de l'étape | Classement de l'étape | Classement de l'étape |
|                       | Coureur                | Pays                  | Équipe                | Temps                 |
| --------------------- | ---------------------- | --------------------- | --------------------- | --------------------- |
| 1er                   | Gustave Garrigou       | France                | Peugeot-Wolber        | en 12 h 23 min 0 s    |
| 2e                    | Lucien Petit-Breton    | France                | —                     | + 0 s                 |
| 3e                    | Émile Georget          | France                | Peugeot-Wolber        | + 0 s                 |
| 4e                    | Georges Passerieu      | France                | Peugeot-Wolber        | + 9 min 0 s           |
| 5e                    | François Beaugendre    | France                | Peugeot-Wolber        | + 21 min 0 s          |
| 6e                    | Pierre-Gonzague Privat | France                | —                     | + 1 h 6 min 0 s       |
| 7e                    | Eberardo Pavesi        | Italie                | Otav                  | + 1 h 7 min 0 s       |
| 8e                    | Ferdinand Payan        | France                | Champeyrade-Michelin  | + 1 h 7 min 0 s       |
| 9e                    | Honoré Genin           | France                | Peugeot-Wolber        | + 1 h 7 min 0 s       |
| 10e                   | Augustin Ringeval      | France                | Labor-Dunlop          | + 1 h 16 min 0 s      |
| modifier              |                        |                       |                       |                       |

| Classement général provisoire | Classement général provisoire      | Classement général provisoire | Classement général provisoire | Classement général provisoire |
| ----------------------------- | ---------------------------------- | ----------------------------- | ----------------------------- | ----------------------------- |
|                               | Coureur                            | Pays                          | Équipe                        | Point(s)                      |
| 1er                           | Lucien Petit-Breton                | France                        | —                             | 42 points                     |
| 2e                            | Gustave Garrigou                   | France                        | Peugeot-Wolber                | 58 pts                        |
| 3e                            | Émile Georget                      | France                        | Peugeot-Wolber                | 71.5 pts                      |
| 4e                            | Georges Passerieu                  | France                        | Peugeot-Wolber                | 80 pts                        |
| 5e                            | François Faber François Beaugendre | Luxembourg France             | Labor-Dunlop Peugeot-Wolber   | 110 pts                       |
| 7e                            | Eberardo Pavesi                    | Italie                        | Otav                          | 137 pts                       |
| 8e                            | Augustin Ringeval                  | France                        | Labor-Dunlop                  | 169 pts                       |
| 9e                            | Aloïs Catteau                      | Belgique                      | —                             | 175 pts                       |
| 10e                           | Ferdinand Payan                    | France                        | Champeyrade-Michelin          | 207 pts                       |
| modifier                      |                                    |                               |                               |                               |

### 13eétape
1er août 1907 — Brest à Caen
| Classement de l'étape | Classement de l'étape  | Classement de l'étape | Classement de l'étape | Classement de l'étape |
|                       | Coureur                | Pays                  | Équipe                | Temps                 |
| --------------------- | ---------------------- | --------------------- | --------------------- | --------------------- |
| 1er                   | Émile Georget          | France                | Peugeot-Wolber        | en 16 h 13 min 30 s   |
| 2e                    | Lucien Petit-Breton    | France                | —                     | + 1 s                 |
| 3e                    | Gustave Garrigou       | France                | Peugeot-Wolber        | + 11 min 0 s          |
| 4e                    | Georges Passerieu      | France                | Peugeot-Wolber        | + 1 h 5 min 30 s      |
| 5e                    | Pierre-Gonzague Privat | France                | —                     | + 1 h 5 min 30 s      |
| 6e                    | Eberardo Pavesi        | Italie                | Otav                  | + 1 h 13 min 15 s     |
| 7e                    | François Beaugendre    | France                | Peugeot-Wolber        | + 1 h 24 min 30 s     |
| 8e                    | Aloïs Catteau          | Belgique              | —                     | + 1 h 24 min 30 s     |
| 9e                    | René Fleury            | France                | —                     | + 2 h 7 min 30 s      |
| 10e                   | Ferdinand Payan        | France                | Champeyrade-Michelin  | + 2 h 7 min 30 s      |
| modifier              |                        |                       |                       |                       |

| Classement général provisoire | Classement général provisoire | Classement général provisoire | Classement général provisoire | Classement général provisoire |
| ----------------------------- | ----------------------------- | ----------------------------- | ----------------------------- | ----------------------------- |
|                               | Coureur                       | Pays                          | Équipe                        | Point(s)                      |
| 1er                           | Lucien Petit-Breton           | France                        | —                             | 44 points                     |
| 2e                            | Gustave Garrigou              | France                        | Peugeot-Wolber                | 61 pts                        |
| 3e                            | Émile Georget                 | France                        | Peugeot-Wolber                | 72.5 pts                      |
| 4e                            | Georges Passerieu             | France                        | Peugeot-Wolber                | 84 pts                        |
| 5e                            | François Beaugendre           | France                        | Peugeot-Wolber                | 117 pts                       |
| 6e                            | François Faber                | Luxembourg                    | Labor-Dunlop                  | 138 pts                       |
| 7e                            | Eberardo Pavesi               | Italie                        | Otav                          | 143 pts                       |
| 8e                            | Augustin Ringeval             | France                        | Labor-Dunlop                  | 180 pts                       |
| 9e                            | Aloïs Catteau                 | Belgique                      | —                             | 183 pts                       |
| 10e                           | Ferdinand Payan               | France                        | Champeyrade-Michelin          | 217 pts                       |
| modifier                      |                               |                               |                               |                               |

### 14eétape
4 août 1907 — Caen à Paris
| Classement de l'étape | Classement de l'étape | Classement de l'étape | Classement de l'étape | Classement de l'étape |
|                       | Coureur               | Pays                  | Équipe                | Temps                 |
| --------------------- | --------------------- | --------------------- | --------------------- | --------------------- |
| 1er                   | Georges Passerieu     | France                | Peugeot-Wolber        | en 8 h 44 min 51 s    |
| 2e                    | Émile Georget         | France                | Peugeot-Wolber        | + 0 s                 |
| 3e                    | Lucien Petit-Breton   | France                | —                     | + 3 min 45 s          |
| 4e                    | Augustin Ringeval     | France                | Labor-Dunlop          | + 9 min 1 s           |
| 5e                    | Gustave Garrigou      | France                | Peugeot-Wolber        | + 9 min 13 s          |
| 6e                    | François Beaugendre   | France                | Peugeot-Wolber        | + 26 min 6 s          |
| 7e                    | Eberardo Pavesi       | Italie                | Otav                  | + 39 min 15 s         |
| 8e                    | Gaston Tuvache        | France                | —                     | + 41 min 54 s         |
| 9e                    | Alzir Vivier          | France                | —                     | + 55 min 55 s         |
| 10e                   | Ferdinand Payan       | France                | Champeyrade-Michelin  | + 56 min 4 s          |
| modifier              |                       |                       |                       |                       |

| Classement général final | Classement général final | Classement général final | Classement général final | Classement général final |
| ------------------------ | ------------------------ | ------------------------ | ------------------------ | ------------------------ |
|                          | Coureur                  | Pays                     | Équipe                   | Point(s)                 |
| 1er                      | Lucien Petit-Breton      | France                   | —                        | 47 points                |
| 2e                       | Gustave Garrigou         | France                   | Peugeot-Wolber           | 66 pts                   |
| 3e                       | Émile Georget            | France                   | Peugeot-Wolber           | 74 pts                   |
| 4e                       | Georges Passerieu        | France                   | Peugeot-Wolber           | 85 pts                   |
| 5e                       | François Beaugendre      | France                   | Peugeot-Wolber           | 123 pts                  |
| 6e                       | Eberardo Pavesi          | Italie                   | Otav                     | 150 pts                  |
| 7e                       | François Faber           | Luxembourg               | Labor-Dunlop             | 156 pts                  |
| 8e                       | Augustin Ringeval        | France                   | Labor-Dunlop             | 184 pts                  |
| 9e                       | Aloïs Catteau            | Belgique                 | —                        | 196 pts                  |
| 10e                      | Ferdinand Payan          | France                   | Champeyrade-Michelin     | 227 pts                  |
| modifier                 |                          |                          |                          |                          |

## Liste des participants
Le tableau ci-dessous liste les coureurs inscrits.
| Légende | Légende                                                                    | Légende | Légende                                                    |
| ------- | -------------------------------------------------------------------------- | ------- | ---------------------------------------------------------- |
| Num     | Dossard de départ porté par le coureur sur ce Tour                         | Pos     | Position à l'arrivée de la course                          |
|         | Indique un maillot de champion national ou mondial, suivi de sa spécialité | NP      | Indique un coureur qui n'a pas pris le départ de la course |
| AB      | Indique un coureur qui n'a pas terminé la course                           | HD      | Indique un coureur qui a terminé la course hors des délais |

|     |                           |       |
| --- | ------------------------- | ----- |
| Num | Coureur                   | Pos   |
| 1   | Édouard Wattelier (FRA)   | AB-1  |
| 2   | Augustin Ringeval (FRA)   | 8e    |
| 3   | Lucien Pothier (FRA)      | AB-4  |
| 4   | François Faber (FRA)      | 7e    |
| 5   | Constant Ménager (FRA)    | AB-7  |
| 6   | Alfred Faure (FRA)        | NP-2  |
| 7   | Gaston Tuvache (FRA)      | 16e   |
| 8   | Albert Chartier (FRA)     | 33e   |
| 9   | Prosper Rau (FRA)         | AB-2  |
| 10  | Marcel Cadolle (FRA)      | AB-7  |
| 11  | Louis Trousselier (FRA)   | NP-10 |
| 12  | Lucien Petit-Breton (FRA) | 1er   |
| 13  | Henri Lignon (FRA)        | NP-10 |
| 14  | Marcel Lequatre (SUI)     | AB-2  |
| 15  | Christophe Eugène (FRA)   | NP-1  |
| 16  | Albert Baudet (FRA)       | 25e   |
| 17  | Noël Prevost (FRA)        | AB-1  |
| 18  | Ferdinand Payan (FRA)     | 10e   |
| 19  | Armand Roume (FRA)        | NP-6  |
| 20  | Charles Prevost (FRA)     | NP-1  |
| 21  | Léon Winant (FRA)         | NP-1  |
| 22  | Baptiste Roux (FRA)       | 18e   |
| 23  | Paul Ader (FRA)           | AB-1  |
| 24  | Marcel Dozol (FRA)        | 32e   |
| 25  | Marcel Lallement (FRA)    | HD-13 |
| 26  | Fernand Verchère (FRA)    | NP-10 |
| 27  | Gabriel Mathonat (FRA)    | AB-4  |
| 28  | Léon Riche (FRA)          | NP-5  |
| 29  | Georges Fleury (FRA)      | 12e   |
| 30  | Georges Bronchart (FRA)   | 21e   |
| 31  | Henri Timmermann (BEL)    | 20e   |
| 32  | David Dupont (FRA)        | NP-10 |
| 33  | Eugène Duffis (FRA)       | NP-1  |
| 34  | Henri Gauban (FRA)        | AB-11 |
| 35  | Gaston Angeli (FRA)       | NP-3  |
| 36  | Louis Lavalette (FRA)     | NP-3  |
| 37  | Jules Chabas (FRA)        | AB-6  |

|     |                              |       |
| --- | ---------------------------- | ----- |
| Num | Coureur                      | Pos   |
| 38  | Louis Gardent (FRA)          | NP-5  |
| 39  | Louis Lorillon (FRA)         | 28e   |
| 40  | Carlo Galetti (ITA)          | AB-6  |
| 41  | Armand Aze (FRA)             | NP-1  |
| 42  | Luigi Ganna (ITA)            | AB-6  |
| 43  | Eberardo Pavesi (ITA)        | 6e    |
| 44  | Léon Aumonier (FRA)          | AB-7  |
| 45  | Cyrille van Hauwaert (BEL)   | NP-10 |
| 46  | Alzir Vivier (FRA)           | 15e   |
| 47  | François Poiry (FRA)         | AB-11 |
| 48  | Marceau Narcy (FRA)          | 22e   |
| 49  | Joseph Ponthieu (FRA)        | AB-6  |
| 50  | Georges Landrieux (FRA)      | NP-10 |
| 51  | Léon Rabot (FRA)             | NP-1  |
| 52  | Martin Soulie (FRA)          | AB-7  |
| 53  | Honoré Genin (FRA)           | 23e   |
| 54  | Claude Cursillat (FRA)       | AB-2  |
| 55  | Charles Crupelandt (FRA)     | AB-3  |
| 56  | André Sevestre (FRA)         | AB-6  |
| 57  | Alfred Le Bars (FRA)         | 26e   |
| 58  | Jacques Mendes (FRA)         | AB-6  |
| 59  | Henri Pépin de Gontaud (FRA) | NP-5  |
| 60  | Pierre Richin (FRA)          | NP-1  |
| 61  | Marius Villette (FRA)        | 14e   |
| 62  | Eloi Guichard (FRA)          | AB-5  |
| 63  | Julien Maitron (FRA)         | NP-12 |
| 64  | Arsène Tuale (FRA)           | AB-1  |
| 65  | Alfred Quenon (FRA)          | 27e   |
| 66  | Jean Dargassies (FRA)        | NP-5  |
| 67  | Henri Anthoine (FRA)         | AB-6  |
| 68  | Léon Georget (FRA)           | NP-10 |
| 69  | Maurice Decaup (FRA)         | NP-1  |
| 70  | Georges Passerieu (FRA)      | 4e    |
| 71  | Gustave Garrigou (FRA)       | 2e    |
| 72  | Henri Cornet (FRA)           | AB-4  |
| 73  | Émile Georget (FRA)          | 3e    |
| 74  | René Dortignacq (FRA)        | NP-1  |

|     |                              |       |
| --- | ---------------------------- | ----- |
| Num | Coureur                      | Pos   |
| 75  | G. Mathiotte (FRA)           | NP-1  |
| 76  | Jean-Michel Teychenne (FRA)  | NP-5  |
| 77  | François Rippe (FRA)         | NP-1  |
| 78  | Georges Jeanblanc (FRA)      | AB-1  |
| 79  | Jean Vezye (FRA)             | AB-2  |
| 80  | Georges Devilly (FRA)        | AB-6  |
| 81  | Charles Jeanperin (FRA)      | AB-4  |
| 82  | Auguste Dufour (FRA)         | NP-8  |
| 83  | Octave Noel (FRA)            | 30e   |
| 84  | François Lafourcade (FRA)    | 13e   |
| 85  | Henri Vigneul (FRA)          | NP-1  |
| 86  | Pierre-Gonzague Privat (FRA) | 11e   |
| 87  | François Beaugendre (FRA)    | 5e    |
| 88  | Philippe Pautrat (FRA)       | 19e   |
| 89  | Aloïs Catteau (BEL)          | 9e    |
| 90  | Marcel Lecuyer (FRA)         | AB-10 |
| 91  | Robert Wancour (BEL)         | NP-1  |
| 92  | Julien Gabory (FRA)          | HD-11 |
| 93  | Ernest Ricaux (FRA)          | AB-11 |
| 94  | Marcel Godivier (FRA)        | AB-8  |
| 95  | Jules Bertholat (FRA)        | AB-1  |
| 96  | Paul Chauvet (FRA)           | NP-1  |
| 97  | Christophe Laurent (FRA)     | AB-11 |
| 98  | Joseph Rouaix (FRA)          | AB-9  |
| 99  | Eugène Delhaye (BEL)         | 17e   |
| 100 | Anselme Mazan (FRA)          | AB-7  |
| 101 | Henri Star (FRA)             | AB-7  |
| 102 | Ernest Larose (FRA)          | NP-1  |
| 103 | Raymond Etcheverry (FRA)     | AB-1  |
| 104 | Albert Geraud (FRA)          | 31e   |
| 105 | Antony Wattelier (FRA)       | 24e   |
| 106 | Anton Jaeck (SUI)            | NP-2  |
| 107 | Langlois (FRA)               | NP-1  |
| 108 | Pierre Desvages (FRA)        | AB-5  |
| 109 | René Fleury (FRA)            | 29e   |
| 110 | André Gérard (FRA)           | NP-1  |